# Alfred Dunhill Links Championship 2014
Het Alfred Dunhill Links Championship is een golftoernooi van de Europese PGA Tour. In 2014 wordt het gespeeld van 2-5 oktober op drie verschillende banen in Schotland: St Andrews Links, Carnoustie en Kingsbarns. Al deze banen hebben een par van 72.
Het toernooi is geen gewoon 'Open' maar een Pro-Am, waarbij de teams bestaan uit een professional en een amateur. Ieder team speelt een ronde op iedere baan. Daarna is er een cut, waarna de beste 60 professionals en de 20 beste teams op St Andrews de laatste ronde spelen.

## Verslag
Oliver Wilson behaalde zijn eerste overwinning op de Europese Tour. Op een slag achter hem eindigde Tommy Fleetwood op de 2e plaats. Robert-Jan Derksen viel net buiten de top-10.
Professional scores
| Naam               | R2D | OWGR | Score R1 | Score R1 | Nr   | Score R2 | Score R2 | Totaal | Nr   | Score R3 | Score R3 | Totaal | Nr  | Score R4 | Score R4 | Totaal | Nr  |
| ------------------ | --- | ---- | -------- | -------- | ---- | -------- | -------- | ------ | ---- | -------- | -------- | ------ | --- | -------- | -------- | ------ | --- |
| Oliver Wilson      | 252 | 792  | 64       | -8       | 1    | 72       | par      | -8     | T2   | 65       | -7       | -15    | 1   | 70       | -2       | -15    | 1   |
| Tommy Fleetwood    | 19  | 73   | 69       | -3       | T18  | 73       | +1       | -2     | T40  | 62       | -10      | -12    | T2  | 68       | -4       | -16    | T2  |
| Robert-Jan Derksen | 79  | 204  | 73       | +1       | T97  | 70       | -2       | -1     | T60  | 63       | -9       | -10    | T9  | 70       | -2       | -12    | T11 |
| Raphaël Jacquelin  | 76  | 212  | 65       | -7       | 2    | 70       | -2       | -9     | 1    | 69       | -3       | -12    | T2  | 74       | +2       | -10    | T18 |
| Alexander Levy     | 28  | 114  | 68       | -4       | T11  | 68       | -4       | -8     | T2   | 68       | -4       | -12    | T2  | 75       | +3       | -9     | T25 |
| Shane Lowry        | 14  | 55   | 66       | -6       | T3   | 70       | -2       | -8     | T2   | 71       | -1       | -9     | T12 | 67       | -5       | -14    | T6  |
| Padraig Harrington | 104 | 324  | 66       | -6       | T3   | 70       | -2       | -8     | T2   | 71       | -1       | -9     | T12 | 71       | -1       | -10    | T18 |
| Thomas Pieters     | 80  | 260  | 73       | +1       | T97  | 73       | +1       | +2     | T110 | 65       | -7       | -5     | T46 | 67       | -5       | -10    | T18 |
| Joost Luiten       | 10  | 36   | 72       | par      | T70  | 70       | -2       | -2     | T40  | 72       | par      | -2     | MC  |          |          |        |     |
| Daan Huizing       | 133 | 262  | 75       | +3       | T135 | 73       | +1       | +4     | T131 | 72       | par      | +4     | MC  |          |          |        |     |

| Leider |  | Carnoustie |  | Kingsbarns |  | St Andrews |  | MC = missed cut = cut gemist |  | R2D = Race To Dubai |  | OWGR = wereldranglijst |

Teamscores
Er doen 168 teams mee.
| Naam                                   | Score R1 | Score R1 | Nr   | Score R2 | Score R2 | Totaal | Nr   | Score R3 | Score R3 | Totaal | Nr  | Score R4 | Score R4 | Totaal | Nr  |
| -------------------------------------- | -------- | -------- | ---- | -------- | -------- | ------ | ---- | -------- | -------- | ------ | --- | -------- | -------- | ------ | --- |
| Peter Lawrie & Kieran McManus          | 60       | -12      | T1   | 64       | -8       | -20    | 1    | 66       | -6       | -26    | 4   | 61       | -11      | -37    | 1   |
| Brooks Koepka & Paul Harris            | 66       | -6       | T42  | 64       | -8       | -14    | T    | 57       | -15      | -29    | 1   | 65       | -7       | -36    | 2   |
| Grégory Bourdy & Andrew White          | 60       | -12      | T1   | 66       | -6       | -18    | T2   | 63       | -9       | -27    | T3  | 70       | -2       | -29    | T10 |
| Alexander Levy & Pascal Grizot         | 65       | -7       | T21  | 65       | -7       | -14    | T10  | 66       | -6       | -20    | T18 | 66       | -6       | -26    | T17 |
| Thomas Pieters & Ian Todd              | 64       | -8       | T12  | 70       | -2       | -10    | T50  | 63       | -9       | -19    | MC  |          |          |        |     |
| Romain Wattel & Lian Botham            | 62       | -10      | T3   | 66       | -6       | -16    | T5   | 70       | -2       | -18    | MC  |          |          |        |     |
| Robert-Jan Derksen & Pieter van Doorne | 66       | -6       | T42  | 70       | -2       | -8     | T84  | 62       | -10      | -18    | MC  |          |          |        |     |
| Joost Luiten & Wijnand Pon             | 72       | par      | T150 | 66       | -6       | -6     | T115 | 71       | -1       | -7     | MC  |          |          |        |     |
| Daan Huizing & Johan Cruyff            | 73       | +1       | T157 | 73       | +1       | +2     | 166  | 72       | par      | +2     | MC  |          |          |        |     |

 South African Open Championship ·
 Alfred Dunhill Championship ·
 Nedbank Golf Challenge ·
 Hong Kong Open ·
 Nelson Mandela Championship ·
 Volvo Golf Champions ·
 Abu Dhabi Golf Championship ·
 Commercialbank Qatar Masters ·
 Dubai Desert Classic ·
 Joburg Open ·
 Africa Open ·
 WGC-Accenture Match Play Championship ·
 Tshwane Open ·
 WGC-Cadillac Championship ·
 Trophée Hassan II ·
 EurAsia Cup ·
 NH Collection Open ·
 The Masters ·
 Maybank Malaysian Open ·
 Volvo China Open ·
 The Championship at Laguna National ·
 Madeira Islands Open ·
 Open de España ·
 BMW PGA Championship ·
 Nordea Masters ·
 Lyoness Open ·
 US Open ·
 Iers Open ·
 BMW International Open ·
 Open de France ·
 Scottish Open ·
 The Open Championship ·
 M2M Russian Open ·
 WGC-Bridgestone Invitational ·
 US PGA Championship ·
 Made in Denmark ·
 D+D Real Czech Masters ·
 Italiaans Open ·
 European Masters ·
 KLM Open ·
 Wales Open ·
 Ryder Cup ·
 Alfred Dunhill Links Championship ·
 Portugal Masters ·
 Volvo World Match Play Championship ·
 Perth International ·
 BMW Masters ·
 WGC-HSBC Champions ·
 Turks Open ·
 Dubai World Championship